# Ungalik
La rivière Ungalik est un cours d'eau d'Alaska, aux États-Unis situé dans la région de recensement de Nome.

## Description
Longue de 90 milles (145 km), la rivière prend sa source au pic Traverse et coule en direction du sud-ouest vers la baie Norton, dans les collines Nulato.
Son nom eskimo Oungaklitalik a été référencé en 1880 par Ivan Petroff.

## Sources
- (en) « Ungalik », Geographic Names Information System